# ازدواج لفظي
ي [minimal pair] في اللغة هو كل لفظين متباينين في المعنى لا يختلف نطقهما إلا في صوت واحد، كلاهما يدعى زوجًا.
الازدواج بين اللفظين عند اللغويين هو تطبيق أحدهما على الآخر بتحويل لفظه عما وضع عليه لقصد المشاكلة بينهما، نحو حديث «ارجعنَ مأجوراتٍ غير مأزورات».
فأبدل الواو همزةً لمشاكلة مأجورات.
المزاوَجة في علم البديع أن يزاوج بين معنيين في الشرط والجواب كقول أبي عبادة البحتري «إذا ما نهى الناهي فلجَّ بيَ الهوى — أصاخت إلى الواشي فلجَّ بها الهجرُ»

تضمين المزدوِج، ويسمى الجناس المزدوج والمردد والمكرر، في علم البديع أن يجمع المتكلم في أثناء الكلام بين لفظين متماثلين في الوزن والتقفية. ومنه قول ابن الجزري «تُلقِي إليَّ ترائبًا وذوائبًا — أَلَّفنَ بين الصبح والديجورِ | وأضمُّ منك معاطفًا وسوالفًا — ما الزّاغبيَّة ما طلا اليعفور»